# Lars Skjærbæk
Lars Skjærbæk (født 21. marts 1971 i Herning) er en dansk guitarist, sangskriver, kapelmester og producer. Han er kendt fra mange musikalske sammenhænge - dog nok mest som medstifter af rockbandet Inside The Whale.
Lars Skjærbæk  er også medstifter af bandet Boat Man Love, som i mange år har ageret backingband for Michael Falch. Han har desuden også spillet for og sammen med Tim Christensen og 'The Damn Crystals", Poul Krebs, Peter Belli og en perlerække af andre danske sangere og musikere.

## Priser
I 2010 blev Lars Skjærbæk tildelt Ken Gudman Prisen, som hvert år belønner en dansk musiker for sit musikalske håndværk og integritet.

## Privat
Lars Skjærbæk er gift og har to børn. Han er desuden storebror til bassisten Troels Skjærbæk.